# El marqués de Mantua
El marqués de Mantua es una tragicomedia de Lope de Vega, publicada en la Dozena parte de las comedias de Lope de Vega Carpio (1619).

## Intriga
Una pareja de recién casados se ve forzada a separarse porque Carloto, el hijo de Carlomagno, se ha enamorado de la mujer, la infanta mora Sevilla. Carloto aleja de la corte al marido, el paladín Valdovinos, con objeto de matarle durante una partida de caza. El marqués de Mantua, tío de Valdovinos, lo encuentra agonizante en el bosque y este le cuenta la perfidia de Carloto. El tío y la viuda de Valdovinos reclaman justicia al emperador, quien juzga a su hijo Carloto y lo condena a muerte.
Lope tomó el tema de El marqués de Mantua del romancero carolingio, como hizo en otras obras de juventud como Ursón y Valentín (fechada en 1590 por Joan Oleza) o en Los palacios de Galiana, que Sylvanus Grisworld Morley y Courtney Bruerton fechan entre 1597 y 1602.

## Personajes
- Valdovinos, paladín casado con Sevilla.
- Sevilla, infanta mora casada con Valdovinos.
- El marqués de Mantua, tío de Valdovinos.
- Carloto, hijo de Carlomagno.
- Carlomagno.

## Análisis e intertextualidad

### Datación
Morley y Bruerton, en su Cronología de las comedias de Lope de Vega (Nueva York, 1945; publicada en español por Gredos en 1968) fechan la obra entre los años 1598 y 1603, dando como probable entre 1600 y 1602. Por otro lado, González de Amezúa proporciona en Una colección desconocida y manuscrita de comedias de Lope de Vega (1945) una fecha más precisa, el 10 de enero de 1596. Por su parte Oleza, en su artículo «La propuesta teatral del primer Lope de Vega» (publicado en Cuadernos de Filología en 1981) señala también la posible fecha de 1596 o 1597. Se trata de una obra de juventud de Lope, que por la época rondaría la treintena.

### Romances sobre el marqués de Mantua, Valdovinos y Carloto
Marcelino Menéndez Pelayo, en el libro Comedias novelescas de sus Estudios sobre el teatro de Lope de Vega, trata el tema de los romances de Valdovinos y del marqués de Mantua en relación con la obra. Señala que la historia era muy conocida en la época, citando a Cervantes («historia sabida de los niños, no ignorada de los mozos, celebrada y aun creída de los viejos, y con todo esto no más verdadera que los milagros de Mahoma») quien hizo en el quinto capítulo de la primera parte del Quijote una parodia del tema.
Según Menéndez Pelayo, los tres romances carolingios que cuentan la historia del marqués de Mantua pueden considerarse españoles. Se conservan vagas reminiscencias a la historia en dos cantares de gesta franceses, el de Ogier de Danemarche (el personaje del marqués de Mantua sería una depuración de Ogier le Danois, a quien Carlomagno entrega a su hijo Carloto para que lo ejecute) y la Chanson des Saisnes (Canción de los Sajones), que menciona a la reina Sevilla, cuyo marido muere en batalla derrotado por Carlos (Carloto). Menciona también otras versificaciones del tema en Italia, como el Libro del Danese y La morte del Danese, con variaciones de la leyenda en algunos puntos esenciales. De los tres romances españoles sobre el tema, que Menéndez Pelayo señalaba que se imprimían siempre juntos, destaca el primero, que considera «verdaderamente antiguo», datándolo en el siglo XV.
Por la misma época en que Lope escribió El marqués de Mantua se publicó una dramatización en portugués de Baltasar Dias, quien trasladó el romance castellano a quintillas portuguesas, marcando las divisiones del diálogo con rúbricas que permiten su uso teatral. La coincidencia temporal no permite saber si la obra de Dias fuera un tosco bosquejo del tema o una versión vulgar de la de Lope, aunque Menéndez Pelayo destaca la evidente diferencia de calidad entre ambas obras, mencionando a tal efecto la crítica comparada que hiciera Teófilo Braga en su Historia do Theatro portuguez (Oporto, 1870). Por otro lado, discrepa del portugués en que Lope, al contrario de Dias, no siguiera «la cantilena de los romances» y elogia el acierto con el que el Fénix intercaló en los diálogos de su obra un gran número de versos del romance sin ninguna o con poca alteración, produciendo así un doble efecto: como no están alterados rememoran la épica del romance, pero al integrarse sin esfuerzo en el discurso narrativo, adquieren vida propia en la nueva obra.
Los romances españoles solo presentaban dos situaciones: la agonía de Valdovinos en brazos de su tío, el marqués de Mantua y la acusación y castigo de Carloto, el culpable de su muerte. Lope se basó en unos pocos versos del primer romance para inventarse y desarrollar los precedentes de la acción en el primer acto de la comedia: el príncipe Carloto se enamora de la infanta Sevilla (hija del rey moro de Sansueña) durante las bodas de esta con Valdovinos. Su consejero Rodulfo intenta disuadirle, pero Gadalón le anima, indicándole la idea de librarse del marido en una cacería. Del segundo acto destaca Menéndez Pelayo los diálogos de amor en la despedida de Sevilla y Valdovinos, que parte a la cacería, en los que la tragedia se presagia: «¡Dios te me guarde y aparte / de traidora compañía!». Llegada la escena del bosque comienza la imitación de los romances, donde Lope inserta hábilmente los versos originales en su diálogo.

### El entremés de los romances, Cervantes yEl Quijote
Por otro lado, cabe mencionar en relación con El marqués de Mantua otra obra, El entremés de los romances, atribuido por primera vez a Cervantes por Adolfo de Castro en 1884. Fue publicado en la Parte tercera de las comedias de Lope de Vega y otros autores de 1611; habíase representado junto a La noche toledana de Lope en 1604. El tema de la obra es paralelo a los primeros capítulos del Quijote: Bartolo es un personaje obsesionado con los romances caballerescos que se lanza al mundo, acompañado de su criado Bandurrio, en busca de aventuras. En ambas obras se mencionan los mismos héroes del romance carolingio: Valdovinos, Carloto, el marqués de Mantua. Según Ramón Menéndez Pidal, este entremés habría estado en el origen del principio de la novela de Cervantes.
Para los versos y variantes de romances que incluyó en el Quijote, Cervantes pudo acudir a diversas fuentes de memoria, desde los romances carolingios a El entremés de los Romances y la propia El marqués de Mantua, que Cervantes habría visto representar.

### La locura por la honra, un contracaso deEl marqués de Mantua
El marqués de Mantua no fue la única tragedia que escribiera Lope inspirado en los romances de Valdovinos. En La locura por la honra vuelve a presentar a Carloto, hijo de Carlomagno, asediando a la esposa del conde Floraberto, un vasallo de su padre, con la ayuda de una dama cortesana. A partir de ahí, la intriga diverge respecto a El marqués de Mantua; en lugar de resistirse, la esposa consiente y deja que Carloto entre en su alcoba; por su parte el conde, receloso, es quien sorprende al delfín regresando de improviso de una cacería.
En El marqués de Mantua, el personaje del emperador escoge arriesgar la continuidad de la corona antes que cometer una injusticia hacia un vasallo suyo: atendiendo la denuncia del marqués y la viuda de Valdovinos, Carloto es degollado, y Carlomagno hace que se enseñe su cuerpo a los espectadores. En La locura por la honra, es el propio conde Floraberto, tras matar a su mujer, quien calma la cólera de Carlomagno hacia su hijo y heredero por el bien del reino. Pero decide, antes de afrontar la deshonra, volverse loco. El emperador casa a su hijo con la hermana del conde y a este con la infanta doña Blanca, hermana de Carloto. Así, el conde Floraberto ve su honor reparado y puede recuperar su cordura.